# Kinyongia excubitor
Espèce
Synonymes
- Chamaeleo tenuis excubitor Barbour, 1911
- Chamaeleon affinis embuensis Lönnberg, 1911
- Bradypodion excubitor (Barbour, 1911)

Statut de conservation UICN

 VU B1ab(i,ii,iii)+2ab(i,ii,iii) : Vulnérable
Statut CITES
Kinyongia excubitor est une espèce de sauriens de la famille des Chamaeleonidae.

## Répartition
Cette espèce est endémique du Kenya. Elle se rencontre dans les monts Aberdare et sur le mont Kenya.

## Publication originale
- Barbour, 1911 : A new race of chameleon from British East Africa. Proceedings of the Biological Society Washington, vol. 24, p. 219-220 (texte intégral).